# Escut de Ripoll
L'escut oficial de Ripoll té el següent blasonament:
Escut caironat: de sinople, una perla ondada d'argent acompanyada al cap d'un gall d'or. Per timbre, una corona de comte.

## Història
Va ser aprovat el 24 de març del 2006 i publicat al DOGC el 21 d'abril del mateix any amb el número 4618.
Les armes parlants tradicionals de Ripoll presenten un poll i un riu. L'escut actual reinterpreta aquests elements i mostra un gall que té als seus peus la confluència dels rius Ter i Freser, que es troben a la vila. El color del camper fa al·lusió a les muntanyes que envolten la població. La corona fa referència al comtat de Ripoll, creat al segle x, que més endavant va passar a mans dels comtes de Besalú i de Barcelona.